# Marginella denticulata
Marginella denticulata är en snäckart som beskrevs av Conrad 1834. Marginella denticulata ingår i släktet Marginella och familjen Marginellidae. Inga underarter finns listade i Catalogue of Life.